# Ivo Barnabò Micheli
Ivo Barnabò Micheli   (Bruneck, 29 de gener de 1941 - Bruneck, 20 de juliol de 2005) va ser un guionista i director de cinema italià.

## Biografia
De pare italià i mare austríaca, va créixer bilingüe, entre dues cultures. A principis dels anys 60 es va traslladar a Roma per estudiar Literatura i Filosofia i després Sociologia a la Universitat La Sapienza. Mentrestant, treballava com a professor a escoles del Tirol del Sud i col·laborava a les "terceres pàgines" de diverses revistes.
El 1968 va fer les seves primeres pel·lícules per al Tercer Programa de la RAI i va aparèixer com a actor a la pel·lícula Discutiamo, Discutiamo de Marco Bellocchio. Entre 1968 i 2001, com a guionista i director, va realitzar prop de 30 obres, entre documentals i llargmetratges, la majoria en italià i alemany.
Els autors de la primera biografia, publicada el 2015, identifiquen 3 temes centrals en l'obra d'Ivo Barnabò Micheli:
1. El tema de la marginació i l'heretgia (Micheli utilitza el terme identitat negada), visible a les pel·lícules sobre Pier Paolo Pasolini, Norbert Conrad Kaser, Galileo Galilei i Giordano Bruno i - pel que fa a la comparació amb la seva terra natal, Tirol del Sud- també presenten a les seves pel·lícules La memòria de Kunz i Grenzen
2. El tema del viatge, entès com una recerca de la pròpia identitat en mons estrangers. Micheli els va descobrir sobretot a l'Àfrica (Eritrea, Sudan, Tombuctú), al llarg del Danubi, però durant els anys 70 també a zones de la perifèria italiana (Magliana, Sardenya) en situacions de lluita social.
3. El tema de la memòria del cinema i la literatura, visible a les pel·lícules de Micheli sobre Cesare Zavattini, Heinrich Böll, Roberto Rossellini, Karl Kraus i Pier Paolo Pasolini

Va escriure de les seves pròpies obres: “tenen com a fil conductor el tema del “radicalisme”, per entendre no només com un moment de recerca de les arrels de l'home en relació amb el seu entorn i el seu temps, sinó també com un moment. de provocació i revolta contra la identitat negada, ja sigui a nivell individual o col·lectiu”.

## Filmografia
- La memoria di Kunz (1970)
- I corvi (1971)
- Cesare Zavattini: Sprechen wir viel von mir (1972)
- Heinrich Böll (1977)
- Eritrea (1978)
- Eingeklemmt. Notizen für einen Film über Norbert C. Kaser (1984)
- Il lungo inverno (1985)
- A futura memoria: Pier Paolo Pasolini (1985)
- Roberto Rossellini - I giorni dell'avventura (1988)
- Eppur si muove! (1989)
- Im Visier: Die letzten Tage der Menschheit. Ein Film über Karl Kraus, den Krieg und die Journalisten (1992)
- Timbuktu oder Der Traum von einem Ziel (1996)
- Mila 23 - C'era una volta il Danubio (1997)
- Grenzen (2001)
- George Tabori: Mein Kampf. Filmnotizen zum gleichnamigen Bühnenstück (2001)